# کراسنی موست (آدیغیه)
کراسنی موست (به لاتین: Krasny Most) یک منطقهٔ مسکونی در روسیه است که در آدیغیه واقع شده‌است.